# Филантропизм
Филантропизм, филантропинизм (от греческого philanthropía — φίλος (любовь) + ἄνθρωπος (человек) — человеколюбие), прогрессивное педагогическое течение в Германии, получившее развитие в конце XVIII — начале XIX вв., в котором прослеживается влияние идей естественного воспитания Ж. Ж. Руссо.
Главные особенности обучения согласно идеям Филантропизма: использование методов обучения, отвечающих психологии детей (например, активное применение наглядных пособий и игровых методов обучения), упор на практичные, необходимые в жизни знания (естественные науки, современные языки), физическое развитие наряду с умственным и развитие трудовых навыков.
И. Б. Базедов (Johann Bernhard Basedow) в 1774 году в Дессау создал первый филантропинум — закрытое воспитательно-учебное учреждение (интернат), отвечающее основным положениям филантропизма. Последователи Базедова Г. Блаше, И. К. Гутс-Мутс (Johann Christoph Friedrich GutsMuths), К. Г. Зальцман, И. Г. Кампе (Joachim Heinrich Campe) и др. развивали свои педагогические идеи с учётом общественно-экономического развития Германии того времени. Филантропинисты выступили с критикой господствовавших в школе зубрёжки, словесного обучения, формализма, засилья древних языков, жестокости к детям, религиозной нетерпимости.